# Патриаршая комиссия по вопросам семьи, защиты материнства и детства
Патриаршая комиссия по вопросам семьи, защиты материнства и детства — синодальная комиссия Русской православной церкви. Создана в 2011 году в целях разработки и осуществления системного комплекса мер по преодолению кризиса семейных ценностей в обществе и церковной поддержке семьи.

## История
14 сентября 2011 года Патриарх Московский и всея Руси Кирилл благословил создание Патриаршего совета по вопросам семьи и защиты материнства с рабочими группами по направлениям: просвещение, популяризация семейных ценностей в обществе; поддержка многодетной семьи; противодействие абортам, помощь одиноким матерям; помощь детям-сиротам и детям, оставшимся без попечения родителей.
27 декабря 2011 года Священный Синод Русской Православной Церкви образовал Патриарший совет по вопросам семьи и защиты материнства и утвердил его состав.
15 марта 2012 года решением Священного Синода Патриарший совет по вопросам семьи и защиты материнства переименован в Патриаршую комиссию по вопросам семьи и защиты материнства.
6 апреля 2012 года в Сергиевском зале кафедрального соборного Храма Христа Спасителя под председательством Святейшего Патриарха Московского и всея Руси Кирилла состоялось первое заседание Патриаршей комиссии по вопросам семьи и защиты материнства.
В июне 2012 года отмечалось, что данная комиссия должна сыграть особую роль в церковно-государственном диалоге по вопросам семьи.
2 октября 2013 года решением Священного Синода название было изменено на «Патриаршая комиссия по вопросам семьи, защиты материнства и детства», тем же решением было утверждено Положение о Патриаршей комиссии по вопросам семьи, защиты материнства и детства, а протоиерей Димитрий Смирнов становится председателем комиссии.
25 августа 2020 года решением Священного синода Русской православной церкви протоиерей Димитрий Смирнов был освобожден от должности председателя и назначен почетным председателем комиссии, председателем комиссии назначен священник Феодор Лукьянов.

## Состав
- иерей Фёодор Лукьянов, председатель, сопредседатель Церковно-общественного совета по биомедицинской этике Московского Патриархата;
- епископ Орехово-Зуевский Пантелеимон (Шатов) — заместитель председателя;
- протоиерей Владимир Воробьёв, президент Православного Свято-Тихоновского гуманитарного университета;
- протоиерей Артемий Владимиров, настоятель храма Всех святых в Красном Селе г. Москвы;
- протоиерей Лев Махно, заведующий кафедрой теологии Тульского государственного университета;
- протоиерей Андрей Воронин, директор Ковалевского православного детского дома Костромской области;
- Легойда Владимир Романович, председатель Синодального информационного отдела;
- Юрьев Евгений Леонидович, советник Президента РФ по социальным вопросам — по согласованию;
- Малофеев Константин Валерьевич, председатель попечительского совета Благотворительного фонда свт. Василия Великого — по согласованию;
- Якунина Наталья Викторовна, председатель Попечительского совета программы «Святость материнства» — по согласованию;
- Иваненко Сергей Александрович — Секретарь Комиссии;